# City of Stirling
City of Stirling är en kommun i Australien. Den ligger i delstaten Western Australia, nära delstatshuvudstaden Perth. Antalet invånare var 210 208 vid folkräkningen 2016.
Följande samhällen finns i Stirling:
- Scarborough
- Yokine
- Balcatta
- Stirling
- Karrinyup
- Innaloo
- Tuart Hill
- Wembley Downs
- Westminster
- Joondanna
- Osborne Park
- North Beach
- Trigg
- Watermans Bay